# Nanami Inoue
Nanami Inoue (Fuchū, 19 giugno 1989) è una pallavolista giapponese.
Gioca nel ruolo di centrale nelle Toray Arrows Shiga.

## Carriera
La carriera da professionista di Nanami Inoue inizia a livello scolastico, con la formazione del Liceo Seitoku. Nel 2008 fa il suo esordio da professionista disputando e vincendo il Torneo Kurowashiki con le Denso Airybees, prima di essere ceduta in prestito per la stagione 2008-09 in V.Challenge League allo Shikoku Eighty 8 Queen; nel 2008 inoltre esordisce nella nazionale giapponese alla Coppa asiatica, ricevendo il premio di miglior servizio del torneo.
Nella stagione successiva torna alle Denso Airybees debuttando in V.Premier League e vincendo la Coppa dell'Imperatrice; resta legata al club per altre quattro stagioni, nel corso delle quali aiuta il club, retrocesso al termine della stagione 2012-13, a ritornare immediatamente in massima serie.
Nella stagione 2014-15 passa all'Hitachi Rivale.

## Palmarès

### Club
- Coppa dell'Imperatrice: 1

2010
- Torneo Kurowashiki: 1

2008

### Premi individuali
- 2008 - Coppa asiatica: Miglior servizio